# Вероніка Кокеля
Вероніка Кокеля (15 листопада 1965) — румунська академічна веслувальниця.
Олімпійська чемпіонка 1996, 2000 років у складі вісімки, срібна призерка 1988 (парні двійки), 1992 (парні четвірки), 1992 (парні двійки) років, бронзова призерка 1988 року в складі парної четвірки.
Чемпіонка світу 1990, 1993, 1997, 1998 років у складі вісімки, срібна призерка 1986 (розпашні двійки зі стерновою), 1989 (розпашні двійки зі стерновою), 1995 (вісімки), 1997 (розпашні двійки без стернової) років, бронзова призерка 1985 (парні четвірки), 1991, 1994 років у складі вісімки.